# Drosera leucostigma
Drosera leucostigma este o specie de plante carnivore din genul Drosera, familia Droseraceae, ordinul Caryophyllales. A fost descrisă pentru prima dată de Neville Graeme Marchant și Allen Lowrie, și a primit numele actual de la Allen Lowrie och John Godfrey Conran.
Este endemică în:
- Ashmore-Cartier Is..
- Western Australia.

Conform Catalogue of Life specia Drosera leucostigma nu are subspecii cunoscute.

## Galerie

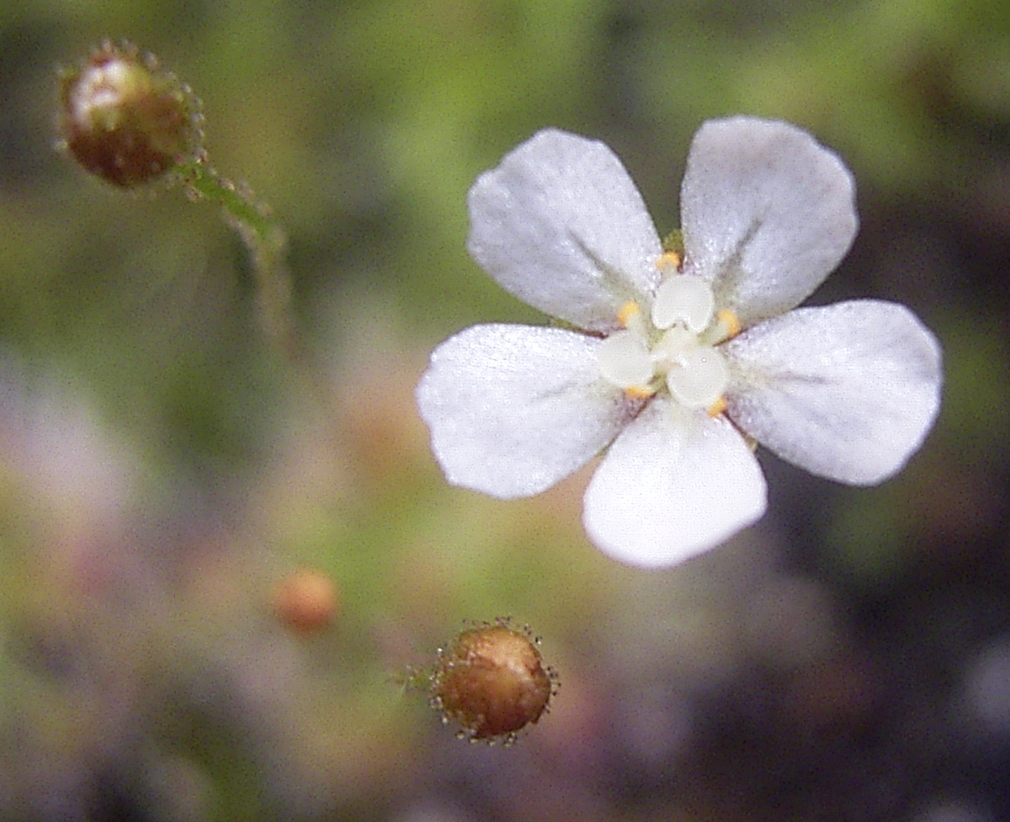